# Blepharipa pauciseta
Blepharipa pauciseta là một loài ruồi trong họ Tachinidae.